# جامعة باليرمو
جامعة باليرمو (بالإيطالية: Università degli Studi di Palermo) هي جامعة مقرها مدينة باليرمو، عاصمة جزيرة صقلية الإيطالية. تأسست سنة 1806، وتنقسم إلى 12 كلية.

## التاريخ

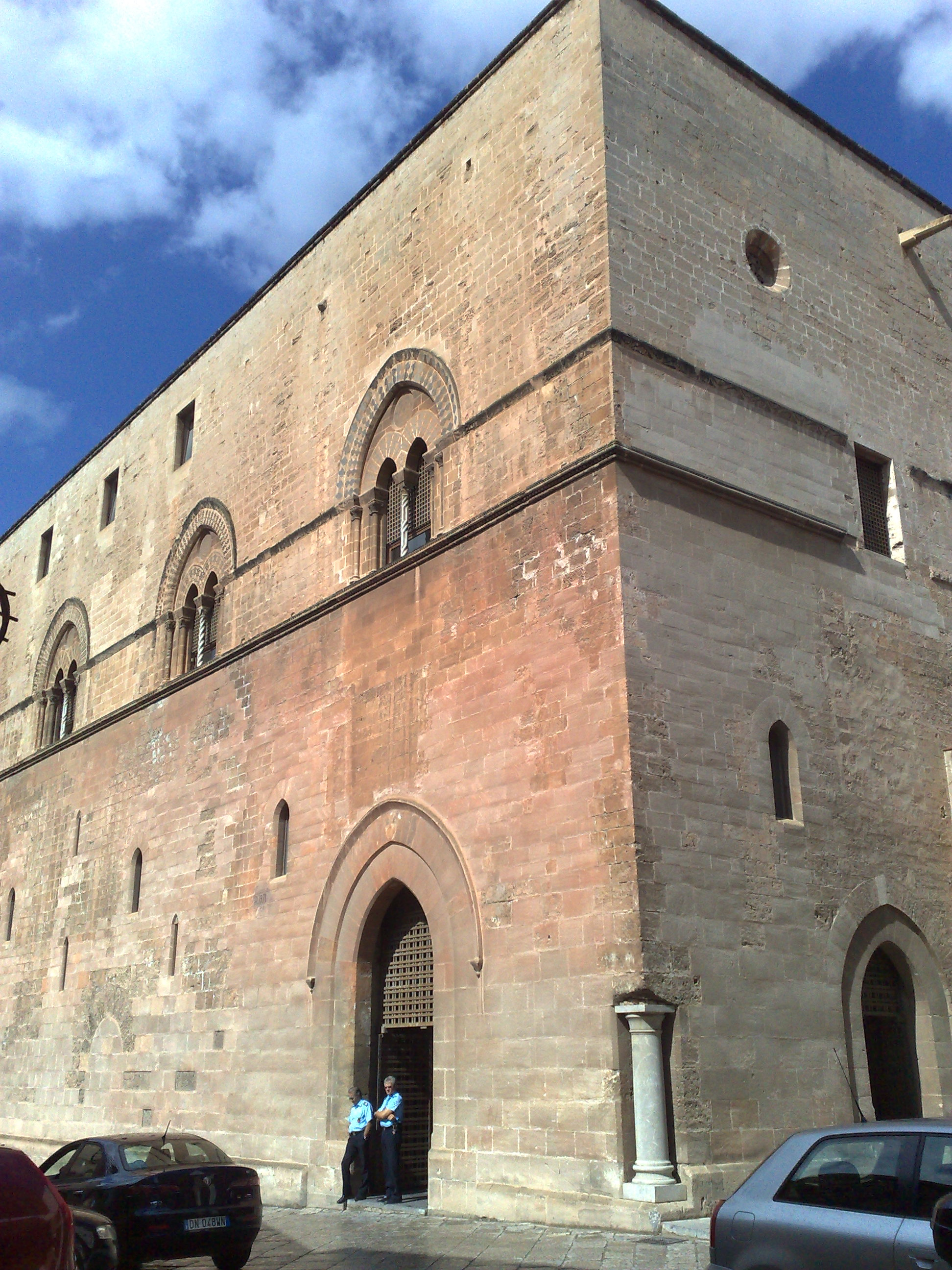
مقر إدارة الجامعة في قصر كياراموني-ستيري

تأسست جامعة باليرمو رسميًا سنة 1806، إلا أن جذورها المبكرة تعود إلى عام 1498، عندما كان الطب والقانون يدرسان في باليرمو، كما كان الآباء اليسوعيون في النصف الثاني من القرن السادس عشر يمنحون درجات علمية في علمي اللاهوت والفلسفة في كلية ماسيمو أل كاسيرو، غير أنهم طردوا من مملكة صقلية عام 1767 على يد الملك فرديناندو الأول، وظلوا منفيين خارجها 37 عامًا، قبل ان يعودوا لاحتلال موقعهم العلمي والتعليمي مرة أخرى فيما سمي بالأكاديمية الملكية.
بعد توحيد إيطاليا جرى تحديث الجامعة بجهود من الكيميائي ستانيسلاو كانيزارو والوزير ـ المختص في الدراسات العربية ـ ميكيلي أماري. ويحتل مكتب رئيس الجامعة منذ عام 1984 قصر كيارامونتي-ستيري، الذي أنشئ عام 1307، وهو أحد أهم المباني التاريخية في باليرمو.

## الحاضر
تنامت الجامعة حتى أصبحت تضم حاليًا حوالي ألفي محاضر و50 ألف طالب، وتجرى فيها الأبحاث في معظم مجالات العلم، وتشارك في العديد من برامج التعاون الدولي، وهي عضو باتحاد الجامعات المتوسطية (يونيميد).

## كليات الجامعة

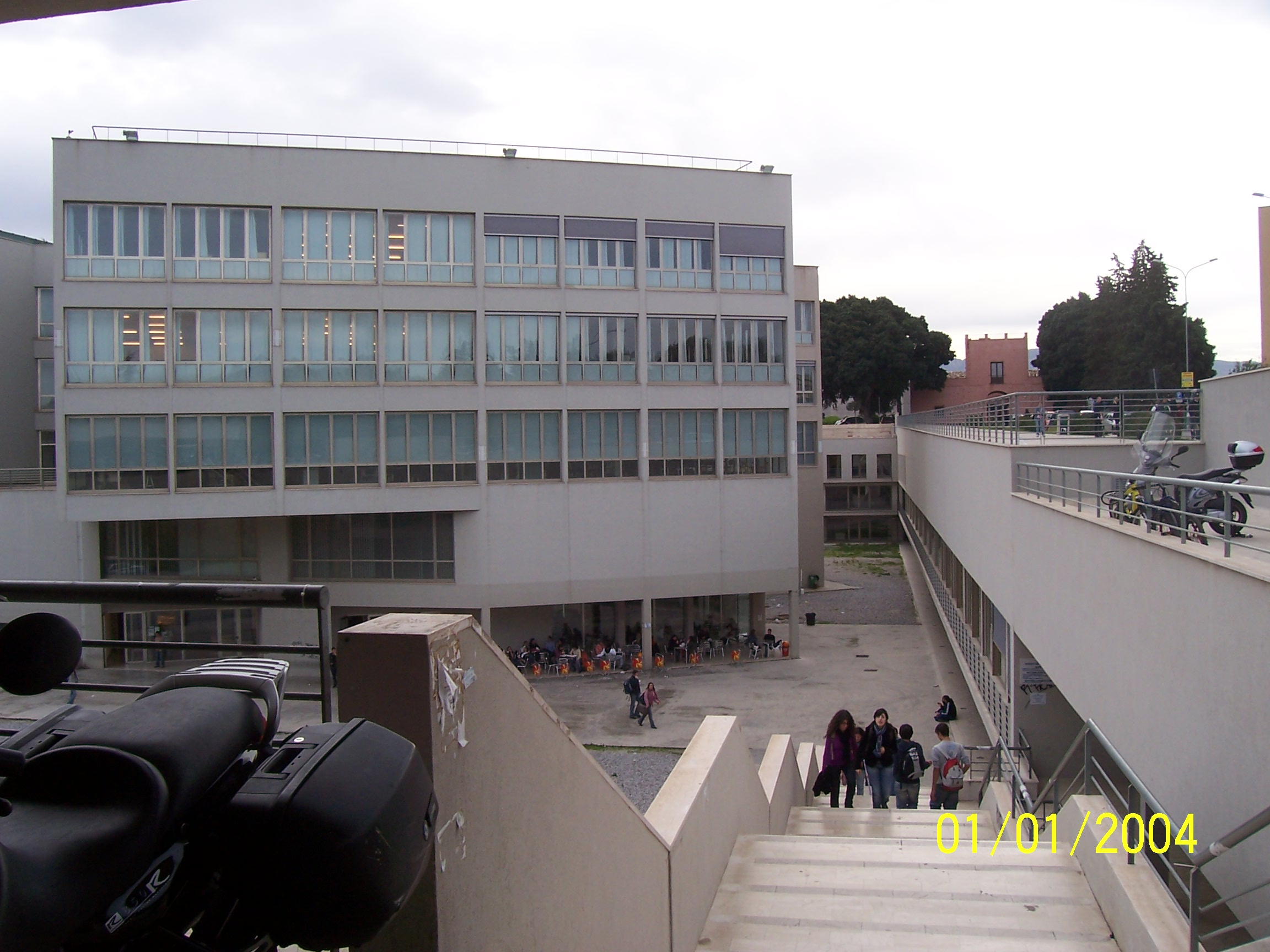
مبنى كلية العمارة بجامعة باليرمو

تضم جامعة باليرمو اليوم 12 كلية، هي:
1. كلية الاقتصاد
2. كلية التربية
3. كلية الزراعة
4. كلية الصيدلة
5. كلية الطب
6. كلية العلوم الرياضية والفيزيائية والطبيعية
7. كلية العلوم السياسية
8. كلية العمارة
9. كلية الفنون والإنسانيات
10. كلية الفيزياء
11. كلية القانون
12. كلية الهندسة

## من مشاهير الخريجين
- ستانيسلاو كانيزارو

## وصلات خارجية
- الموقع الرسمي للجامعة